# Ernesto Agazzi

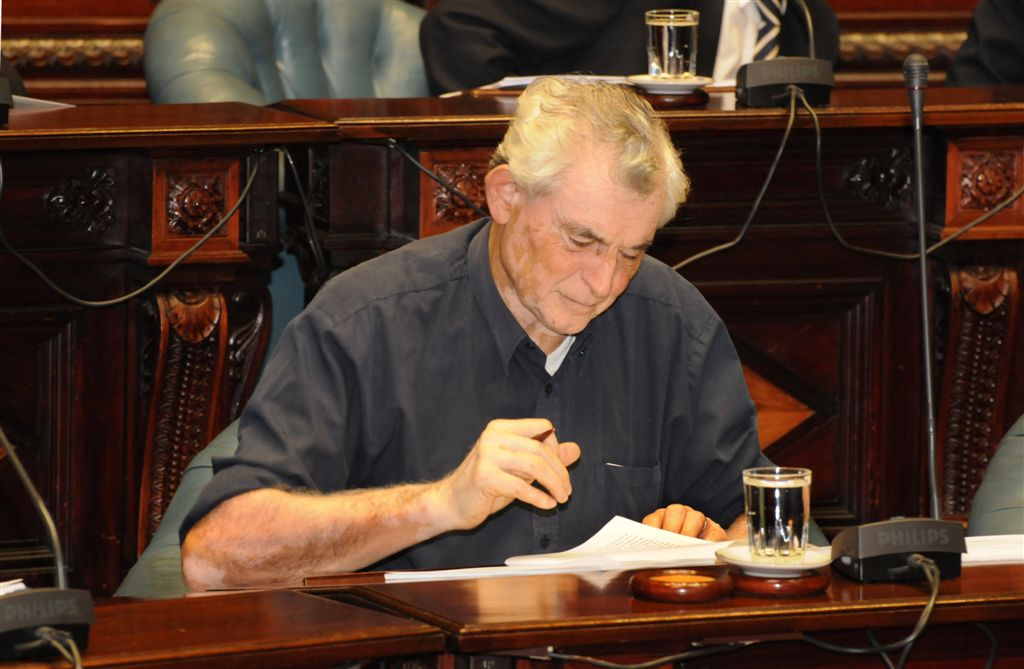
Ernesto Agazzi

Ernesto Agazzi Sarasola (* 4. September 1942 im Departamento Canelones) ist ein uruguayischer Politiker und Agrar-Ingenieur.
Als Mitglied der Guerilla-Bewegung der Tupamaros war er während der uruguayischen Diktatur bis 1978 im Departamento Paysandú inhaftiert und verließ das Land anschließend, um ins Exil nach Frankreich zu gehen. 1984, mit der Wiederherstellung demokratischer Zustände, kehrte er in sein Heimatland zurück. Im Exil hatte er sein Studium fortgesetzt und lehrte sodann als Dozent an der agrarwissenschaftlichen Fakultät der Universidad de la República in Montevideo, an der er zudem Mitglied des dortigen Consejo Directivo Central war.
Am 15. Februar 2000 trat Agazzi, der weiterhin auch der Movimiento de Liberación Nacional – Tupamaros (MLN-T) angehört, sein Mandat als gewählter Abgeordneter der Movimiento de Participación Popular (MPP), Liste 609, für das Departamento Canelones in der Cámara de Representantes an. Dieses Amt hatte er fünf Jahre lang inne, bis er am 15. Februar 2005 einen Sitz als Senator in der Cámara de Senadores erhielt. Zuvor saß er in der vorangegangenen 45. Legislaturperiode bereits für zwölf Tage im Senat als Stellvertreter. Am 1. März 2005 wechselte er als Staatssekretär und stellvertretender Landwirtschaftsminister ins Landwirtschaftsministerium unter Landwirtschaftsminister José Mujica, der seinem Staatssekretär hohe Wertschätzung zukommen ließ und ihn als den eigentlichen Minister sah. Am 3. März 2008 wurde er schließlich, nachdem Präsident Tabaré Vázquez zuvor am 11. Februar 2008 den Rückzug Mujicas verkündet hatte, dessen Nachfolger. Agazzi wiederum trat im September 2009 zurück, um sich auf seine erneute Kandidatur für einen Sitz im Senat vorzubereiten und wurde zunächst interimsweise und am 5. Oktober 2009 offiziell von Andrés Berterreche in dieser Funktion abgelöst. Im Kabinett Mujicas war er anschließend als zukünftiger Bildungsminister im Gespräch. In der MPP ist er zudem Mitglied der Führungsspitze.